# Izland az 1952. évi téli olimpiai játékokon
Izland a norvégiai Oslóban megrendezett 1952. évi téli olimpiai játékok egyik részt vevő nemzete volt. Az országot az olimpián 3 sportágban 11 sportoló képviselte, akik érmet nem szereztek.

## Alpesisí
Férfi
| Versenyző           | Versenyszám      | 1. futam      | 1. futam      | 2. futam | 2. futam | Összesítés | Összesítés |
| Versenyző           | Versenyszám      | Idő           | Hely.         | Idő      | Hely.    | Idő        | Helyezés   |
| ------------------- | ---------------- | ------------- | ------------- | -------- | -------- | ---------- | ---------- |
| Ásgeir Eyjólfsson   | Lesiklás         |               |               |          |          | 3:08,3     | 52.        |
| Ásgeir Eyjólfsson   | Műlesiklás       | 1:06,4        | 30.           | 1:09,7   | 27.      | 2:16,1     | 27.        |
| Ásgeir Eyjólfsson   | Óriás-műlesiklás |               |               |          |          | 3:06,4     | 63.        |
| Stefán Kristjánsson | Lesiklás         |               |               |          |          | 3:06,1     | 50.        |
| Stefán Kristjánsson | Műlesiklás       | 1:10,2        | 46.           | kiesett  | kiesett  | kiesett    | kiesett    |
| Stefán Kristjánsson | Óriás-műlesiklás |               |               |          |          | 3:12,5     | 68.        |
| Haukur Sigurðsson   | Lesiklás         |               |               |          |          | 3:06,0     | 49.        |
| Haukur Sigurðsson   | Műlesiklás       | nem ért célba | nem ért célba | kiesett  | kiesett  | kiesett    | kiesett    |
| Haukur Sigurðsson   | Óriás-műlesiklás |               |               |          |          | 2:57,0     | 51.        |
| Jón Karl Sigurðsson | Lesiklás         |               |               |          |          | 3:10,1     | 54.*       |
| Jón Karl Sigurðsson | Műlesiklás       | 1:09,3        | 40.           | kiesett  | kiesett  | kiesett    | kiesett    |
| Jón Karl Sigurðsson | Óriás-műlesiklás |               |               |          |          | 3:01,5     | 57.*       |

* - egy másik versenyzővel azonos eredményt ért el

## Sífutás
Férfi
| Versenyző                                                        | Versenyszám     | Eredmény | Helyezés |
| ---------------------------------------------------------------- | --------------- | -------- | -------- |
| Gunnar Pétursson                                                 | 18 km           | 1:10:30  | 32.      |
| Oddur Pétursson                                                  | 18 km           | 1:13:35  | 55.      |
| Ebeneser Þórarinsson                                             | 18 km           | 1:11:10  | 40.      |
| Jón Kristjánsson                                                 | 18 km           | 1:12:05  | 45.      |
| Jón Kristjánsson                                                 | 50 km           | 4:41:32  | 30.      |
| Matthías Kristjánsson                                            | 50 km           | 4:48:47  | 33.      |
| Ivar Stefánsson                                                  | 50 km           | 4:39:50  | 29.      |
| Gunnar Pétursson Jón Kristjánsson Ívar Stefánsson George Hovland | 4 × 10 km váltó | 2:40:09  | 11.      |

## Síugrás
| Versenyző       | 1. ugrás | 1. ugrás | 1. ugrás | 2. ugrás | 2. ugrás | 2. ugrás | Összesítés | Összesítés |
| Versenyző       | Távolság | Pont     | Hely.    | Távolság | Pont     | Hely.    | Pont       | Helyezés   |
| --------------- | -------- | -------- | -------- | -------- | -------- | -------- | ---------- | ---------- |
| Ari Guðmundsson | 60,0     | 89,0     | 38.      | 59,0     | 94,0     | 27.*     | 183,0      | 35.        |

* - egy másik versenyzővel azonos eredményt ért el